# لئونه پمپوچی
لئونه پُمپوچی (ایتالیایی: Leone Pompucci؛ زادهٔ ۱۵ اوت ۱۹۶۱) کارگردان فیلم، و فیلم‌نامه‌نویس اهل ایتالیا است.
وی دانش‌آموختهٔ آکادمی ملی سانتا سسیلیا است و کارش را با عکاسی برای مجلات مشهوری چون اشپیگل و اکسپرس آغاز کرد.
از فیلم‌ها یا مجموعه‌های تلویزیونی که وی در آن‌ها نقش داشته است، می‌توان به پدر ماتئو اشاره نمود.